# Strada statale 17 bis dir/C della funivia del Gran Sasso
La strada statale 17 bis dir/C della funivia del Gran Sasso è un'ex strada statale italiana.
La strada è stata dismessa dall'ANAS nel 2001.

## Percorso
La strada collega la strada statale 17 bis della funivia del Gran Sasso e di Campo Imperatore con la stazione turistica invernale sita al margine occidentale dell'altopiano di Campo Imperatore, sul Gran Sasso, nel territorio comunale dell'Aquila.

### Tabella percorso
| della funivia del Gran Sasso | |      |           |
| Tipo                         | Indicazione | ↓km↓ | Provincia |
|                              | della funivia del Gran Sasso e di Campo Imperatore                                                                                              | 0,0  | AQ        |
|                              | Seggiovia Scindarella | 6,8  | AQ        |
|                              | Seggiovia Fontari | 7,5  | AQ        |
|                              | Stazione sciistica di Campo Imperatore Funivia del Gran Sasso d'Italia Albergo di Campo Imperatore Giardino botanico alpino di Campo Imperatore | 10,0 | AQ        |